# Maersk Tankers
Maersk Tankers er et dansk tankskibsrederi med hovedsæde i København. Selskabet er 100% ejet af APMH Invest, og er ét af verdens største indenfor transport af råolie, olieprodukter og gas.

## Historie
Selskabet blev stiftet i 1928 af Arnold Peter Møller.
I både 2009 og 2010 fik Maersk Tankers store underskud i årsregnskabet. I 2009 var omsætningen på 1.166 mio. dollar. Maersk Tankers ejede i slutningen af 2010 178 olie- og gastankskibe, og havde kontrol over yderlige 97 skibe. Der var 4.127 ansatte i rederiet.
I starten af 2009 købte Maersk Tankers Sveriges største rederi, Broström Tankers.
Maersk Tankers meddelte i juli 2010 at de, i samarbejde med verdens største skibsbygger Hyundai Heavy Industries og skibsrådgiveren Det Norske Veritas, var begyndt at udvikle skibe der kan transportere CO2 (Kuldioxid). Dette skete efter at der på verdensplan var over 100 projekter, hvor man var begyndte at lagre CO2 under havbunden.

## Brændstofbesparelser
I 2018-19 gennemfører rederiet med et af sine produkttankskibe et forsøgsprojekt. Skibet forsynes med to rotorsejl, som forventes at give en besparelse i brændstofforbruget på 7-10%. Forsøget sker i et samarbejde mellem rederiet og Norsepower, britiske ETI (Energy Technologies Institute) og Shell Shipping & Maritime.